# Liste der Baudenkmäler in Burtenbach

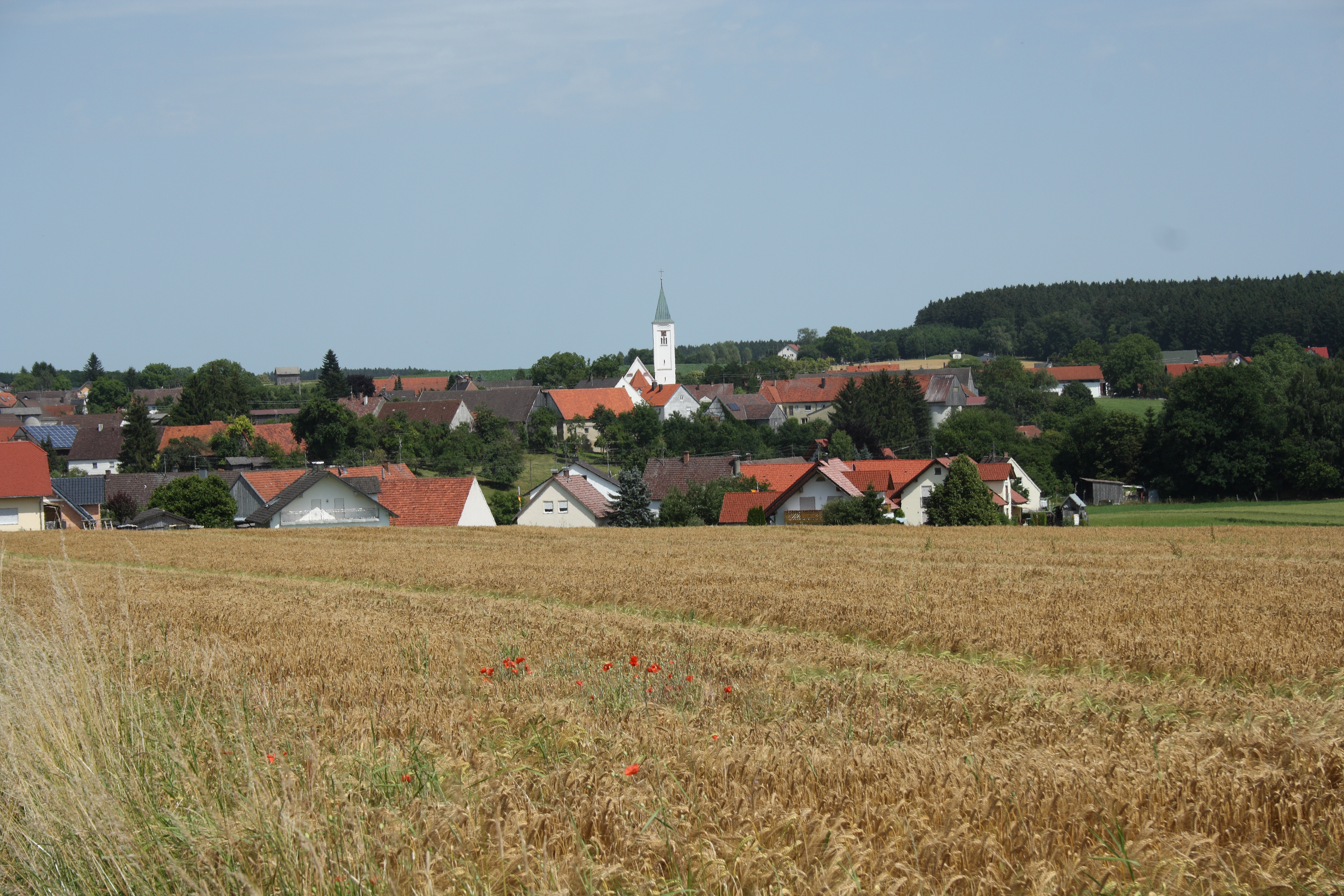
Blick auf Oberwaldbach

Auf dieser Seite sind die Baudenkmäler in dem schwäbischen Markt Burtenbach zusammengestellt. Diese Tabelle ist eine Teilliste der Liste der Baudenkmäler in Bayern. Grundlage ist die Bayerische Denkmalliste, die auf Basis des Bayerischen Denkmalschutzgesetzes vom 1. Oktober 1973 erstmals erstellt wurde und seither durch das Bayerische Landesamt für Denkmalpflege geführt wird. Die folgenden Angaben ersetzen nicht die rechtsverbindliche Auskunft der Denkmalschutzbehörde.

## Ensemble

### Ensemble Ortskern Burtenbach
Der in der 1. Hälfte des 12. Jahrhunderts erstmals genannte Ort erhielt 1471 Marktrechte. Entscheidend für die weitere Entfaltung war die Erwerbung Burtenbachs durch Sebastian Schertlin, 1532, der als Grundherr den Ort zum Zentrum seiner reichsritterschaftlichen Herrschaft ausbaute.
Um den Marktplatz ordnen sich stattliche Gasthäuser und das Rathaus, die dem 17./18. Jahrhundert entstammen. Nordöstlich davon wird in dem Bereich mit der Kirche und dem Schertlinhaus (jetzt Innere Mission) der alte Herrschaftsmittelpunkt des Ortes noch anschaulich. Das neuere Schloss des 16./17. Jahrhunderts, am nördlichen Ortsrand gelegen, 1737 umgebaut und von einem großen Park umgeben, gehört zum Ensemble und ist mit dem Markt- und Kirchenbereich durch eine Folge einfacher kleiner Wohnbauten zu beiden Seiten der Straße verbunden.
Aktennummer: E-7-74-122-1

## Baudenkmäler nach Ortsteilen

### Burtenbach
| Lage                                  | Objekt                                                             | Beschreibung | Akten-Nr.              | Bild                                                            |
| ------------------------------------- | ------------------------------------------------------------------ | --- | ---------------------- | --------------------------------------------------------------- |
| Bleichstraße 1 (Standort)             | Ehemalige Mühle, jetzt Elektrizitätswerk                           | Stattlicher zweigeschossiger Giebelbau, verputztes Fachwerk, wohl 17. Jahrhundert, nach 1950 verändert | D-7-74-122-1 Wikidata  | Ehemalige Mühle, jetzt Elektrizitätswerk                        |
| Hauptstraße 20, 22, 24, 26 (Standort) | Schloss                                                            | 16./17. Jahrhundert, Umbau 1737 Zehentstadel, Walmdachbau des 18. Jahrhunderts, mit Wehrturm, 1572 Gärtnerhaus, Walmdachbau, äußere Erscheinung um 1900, im Kern wohl älter Schlosspark mit Tiergarten bis zur Geländestufe westlich unterhalb des Schlosses, im Kern 1. Hälfte 18. Jahrhundert, im 19. Jahrhundert teilweise als Landschaftsgarten überformt; Im Park Steinfigur eines Ritters, 1. Hälfte 16. Jahrhundert., Sebastian Loscher zugeschrieben | D-7-74-122-2 Wikidata  | weitere Bilder                                                  |
| Hauptstraße 29 (Standort)             | Wohnteil eines Einfirsthofes                                       | Zweigeschossiger Giebelbau, 18./19. Jahrhundert | D-7-74-122-3 Wikidata  | Wohnteil eines Einfirsthofes                                    |
| Hauptstraße 33 (Standort)             | Wohnhaus, sogenanntes Mauselehaus                                  | Zweigeschossiger Satteldachbau, Giebel mit mehrfach vorkragenden Fachwerkgeschossen, verputzt und bezeichnet 1672, Ecktürmchen mit Spitzhelm | D-7-74-122-4 Wikidata  | Wohnhaus, sogenanntes Mauselehaus                               |
| Hauptstraße 34 (Standort)             | Ehemaliger Gasthof zum Adler                                       | Stattlicher zweigeschossiger Walmdachbau, 2. Hälfte 18. Jahrhundert, wohl von Joseph Dossenberger | D-7-74-122-5 Wikidata  | Ehemaliger Gasthof zum Adler                                    |
| Hauptstraße 36 (Standort)             | Zweigeschossiger stattlicher Satteldachbau in Ecklage              | Mit Gesimsgliederung, hoher Sockel mit geböschten Stützpfeilern, ursprünglich Jägerhaus, 17./18. Jahrhundert, Inneres stark überformt | D-7-74-122-6 Wikidata  | Zweigeschossiger stattlicher Satteldachbau in Ecklage           |
| Hauptstraße 38 (Standort)             | Wohnhaus                                                           | Zweigeschossiger giebelständiger Satteldachbau, mit Gurtgesims, 17./18. Jahrhundert | D-7-74-122-7 Wikidata  | Wohnhaus                                                        |
| Hauptstraße 50 (Standort)             | Wohnteil eines ehemaligen Bauernhauses (sogenanntes Menathhaus)    | Zweigeschossiger giebelständiger Putzbau, 1826, Ende 19. Jahrhundert verändert | D-7-74-122-29 Wikidata | Wohnteil eines ehemaligen Bauernhauses (sogenanntes Menathhaus) |
| Kirchberg 1 (Standort)                | Evangelisch-lutherische Johanneskirche (seit 1980) früher St. Anna | Saalbau mit eingezogenem Chor, 1562 unter Einbeziehung eines spätgotischen Vorgängerbaus und des Turms von 1541 neu errichtet, Turmoberteil mit Zwiebel, 1688; mit Ausstattung Um die Kirche Friedhofsbefestigung, mittelalterlich, 1562 ausgebaut | D-7-74-122-8 Wikidata  | weitere Bilder                                                  |
| Kirchberg 2 (Standort)                | Pfarrhaus                                                          | Zweigeschossiger Giebelbau mit hohem Sockel, im Kern 17./18. Jahrhundert, 1833 weitgehend erneuert | D-7-74-122-9 Wikidata  | Pfarrhaus                                                       |
| Mühlstraße 2 (Standort)               | Gasthaus zum Lamm                                                  | Giebelbau, 17./18. Jahrhundert | D-7-74-122-10 Wikidata | Gasthaus zum Lamm                                               |
| Mühlstraße 7 (Standort)               | Gasthaus zum Schwanen (sog. Hagnhaus)                              | Mit kräftigen Profilen gegliederter Schweifgiebel, um 1730, wohl von Simpert Kraemer | D-7-74-122-11 Wikidata | Gasthaus zum Schwanen (sog. Hagnhaus)                           |
| Rathausgäßchen 1 (Standort)           | Rathaus                                                            | Dreigeschossig mit kräftiger Profilgliederung, Erkerturm und Schweifgiebel, 1557, barockisiert | D-7-74-122-12 Wikidata | Rathaus                                                         |
| Schertlinhaus 7, 8 (Standort)         | Schertlinhaus, ehemaliges Amtshaus                                 | Giebelbau mit Tor und Tornebengebäude, 16.–18. Jahrhundert | D-7-74-122-13          | weitere Bilder                                                  |

### Kemnat
| Lage                                          | Objekt                            | Beschreibung                                                                                      | Akten-Nr.              | Bild           |
| --------------------------------------------- | --------------------------------- | ------------------------------------------------------------------------------------------------- | ---------------------- | -------------- |
| Kemnater Straße 26 (Standort)                 | Bauernhaus                        | Fachwerk, 18. Jahrhundert                                                                         | D-7-74-122-15 Wikidata | Bauernhaus     |
| Sankt-Georg-Weg 5 (Standort)                  | Pfarrhaus                         | 1803                                                                                              | D-7-74-122-17 Wikidata | Pfarrhaus      |
| Sankt-Georg-Weg 17 (Standort)                 | Katholische Pfarrkirche St. Georg | Chor gotisch, Langhaus 1778, Erneuerungen ab 1938 und ab 1945 von Dominikus Böhm; mit Ausstattung | D-7-74-122-14 Wikidata | weitere Bilder |
| G'schlacht (südwestlich des Ortes) (Standort) | Kapelle                           | 18. Jahrhundert; mit Ausstattung                                                                  | D-7-74-122-18 Wikidata | weitere Bilder |

### Oberwaldbach
| Lage                                                | Objekt                                       | Beschreibung | Akten-Nr.              | Bild                 |
| --------------------------------------------------- | -------------------------------------------- | --- | ---------------------- | -------------------- |
| Lichtenaustraße 1 (Standort)                        | Bauernhaus                                   | Zweigeschossiger giebelständiger Satteldachbau, wohl 2. Viertel 19. Jahrhundert | D-7-74-122-19 Wikidata | Bauernhaus           |
| Lichtenaustraße 6 (Standort)                        | Bauernhaus                                   | Eingeschossiger giebelständiger Satteldachbau, urspr. Fachwerkständerbau, im Kern letztes Viertel 17. Jahrhundert, im frühen 19. Jahrhundert weitgehend versteinert                                                                              | D-7-74-122-20 Wikidata | Bauernhaus           |
| Lichtenaustraße 7 (Standort)                        | Bauernhaus                                   | Zweigeschossiges Wohnstallhaus mit Fachwerkgiebel, 17. Jahrhundert, im 19. Jahrhundert überformt | D-7-74-122-21 Wikidata | Bauernhaus           |
| Ortsstraße 11 (Standort)                            | Bauernhaus                                   | Zweigeschossiger stattlicher Walmdachbau, im Kern 17./18. Jahrhundert, urspr. Nebengebäude zum Schloss, später umgebaut | D-7-74-122-22 Wikidata | Bauernhaus           |
| Ortsstraße 24 (Standort)                            | Wohnhaus                                     | Zweigeschossiger Walmdachbau, 18. Jahrhundert | D-7-74-122-23 Wikidata | Wohnhaus             |
| Ortsstraße 31 (Standort)                            | Pfarrhaus                                    | Stattlicher zweigeschossiger Massivbau mit steilem Walmdach, nach 1793 | D-7-74-122-24 Wikidata | Pfarrhaus            |
| Ortsstraße 33 (Standort)                            | Katholische Pfarrkirche St. Maria Immaculata | Saalbau mit Satteldach und eingezogenem Chor mit Dreiseitschluss, Chor und Turmunterbau spätgotisch, wohl 15./16. Jahrhundert, Langhaus im Kern 17./18. Jahrhundert, 1922/23 von Albert Kirchmayer umgebaut; mit Ausstattung                     | D-7-74-122-25 Wikidata | weitere Bilder       |
| Ortsstraße 39 (Standort)                            | Schulhaus                                    | Zweigeschossiger Walmdachbau über hohem Sockel, Anfang 19. Jahrhundert | D-7-74-122-26 Wikidata | Schulhaus            |
| Drescherwegfeld (am westlichen Ortsrand) (Standort) | Gemauerter Bildstock                         | Wohl 19. Jahrhundert | D-7-74-122-28 Wikidata | Gemauerter Bildstock |
| Sandberg (Standort)                                 | Lourdeskapelle                               | Langgestreckter ziegelsichtiger Backsteinbau im Stil der englischen Neugotik mit Strebepfeiler und Dachreiter, 1886 erbaut, 1907 nach Westen erweitert; Zugehörig: 14 Kreuzwegstationen aus Kunststein; Ölbergkapelle; Josephskapelle, alle 1893 | D-7-74-122-27 Wikidata | weitere Bilder       |